# Impôt unique
Die Impôt unique (deutsch „Einheitssteuer“) war ein auf der ökonomischen Lehre der Physiokratie aufbauender in Frankreich aufgekommener Vorschlag zur Besteuerung von Grund und Boden.
Der Begriff „Physiokratie“ wurde 1768 von Pierre Samuel du Pont de Nemours geprägt. Die Physiokraten entwickelten eine zentrale These, wonach Grund und Boden die einzige Quelle des Reichtums sei; die Wertschöpfung erfolge nur daraus. Im Mittelpunkt standen daher bei der Besteuerung die Agrarproduktion der Landwirtschaft, Forstwirtschaft, Fischerei und Jagd sowie der Bergbau. Es handelte sich um die „produktive Klasse“ (französisch classe productive), nur sie könne einen Reinertrag (französisch produit net) generieren. Diese Urproduktion bildete folglich auch den Anknüpfungspunkt der Besteuerung.

## Entwicklungsgeschichte
Nach der Vorstellung der Physiokraten sei die Besteuerung der anderen Klassen (Besitzlose französisch classe passif, Handwerker und Händler französisch classe stérile und Grundeigentümer französisch classe propriétaire) eine Umwegsteuer, die auf die „produktive Klasse“ rückgewälzt werden müsse.
Henri-Léonard Bertin teilte bereits 1763 unter Ludwig XV. die Steuern ein in direkte (auf Grundstücke und Personen) und indirekte Steuern (Verbrauchsteuern). Indirekte Steuern nannte Anne Robert Jacques Turgot alle Steuern, die nach seiner Ansicht abgewälzt werden.
Die Impôt unique geht auf den Begründer der Physiokratie, François Quesnay, zurück. Dieser setzte sich 1757 zunächst für eine Korrektur der Steuern ein, wobei „die am wenigsten drückende Form für ihre Erhebung einzuführen und keinesfalls die Bodenkultur selbst damit zu belasten“ sei. Die Impôt unique wurde in der vermutlich unter Mitarbeit von Quesnay 1761 publizierten Schrift „Théorie de l'impôt“ des Honoré Gabriel de Riqueti, comte de Mirabeau erstmals thematisiert. Steuern könnten nicht von der Subsistenzwirtschaft der anderen Klassen erhoben werden, weil die Gewerbetreibenden durch Steuerüberwälzung ihre Preise erhöhen würden.
Quesnay setzte sich zunächst für eine Steuerart als Einheitssteuer ein, die den „Steuerpflichtigen am wenigsten belaste“ – die Grundsteuer. Dann unterschied er 1767 zwischen direkten und indirekten Steuern. Neben der direkten Steuer als Quote des Reinertrags (französisch produit net) führte er die Grundsteuer (französisch impôt indirect) – heute die Umsatzsteuer – ein.
Pierre-Paul Le Mercier de La Rivière wollte die Grundauslagen aus der Steuerbemessung der Einheitssteuer herausnehmen, womit zwar die auf der Basis des Reinertrages vollzogene Besteuerungstheorie nicht hinfällig wurde, aber jedenfalls modifizierbar.
Hauptkritiker der Einheitssteuer war Voltaire, der sie mit dem Wortspiel „eine Einheitssteuer ist eine Peinsteuer“ (französisch „L‘impôt unique, c’est l‘mpôt inique“) ablehnte.

## Weitere Versuche einer Einheitssteuer
Markgraf Karl Friedrich von Baden unternahm 1772 einen mehrjährigen Versuch mit der „Einsteuer“, die einen Preisverfall der Bodenpreise und einen Boom von Kneipen wegen der gleichzeitigen Abschaffung der Verbrauchsteuern zur Folge hatte.
Der US-Amerikaner Henry George war der einflussreichste Befürworter einer Einheitssteuer (englisch single tax) auf Landbesitz. 
In seinem 1879 entwickelten Henry-George-Theorem ging er davon aus, dass mobile Produktionsfaktoren (Arbeit und Kapital) im Wettbewerb ihr vollständiges Grenzprodukt erzielen, weil sie sich einer Besteuerung wegen ihrer Faktormobilität (Arbeitsmobilität, Kapitalmobilität) entziehen könnten (etwa durch Steuerflucht, Kapitalflucht). Deshalb müssten Steuern in Form einer Alleinsteuer auf den einzigen nicht-mobilen Faktor Grund und Boden erhoben werden, woraus alle Staatsausgaben bestritten werden könnten.  
Er plädierte 1889 dafür, eine Einheitssteuer auf dem Land einzuführen und Großgrundbesitz und Monopole abzuschaffen. Jeder sollte, so George, nur das besitzen, was er zuvor selbst geschaffen hatte. Natürliche Güter wie Land und Wasser sollten öffentliche Güter sein.

## Wirtschaftliche Aspekte
Die nie erhobene Einheitssteuer beruhte auf der einseitigen Werttheorie des Physiokratismus. Dieser wiederum konnte sich in einem Agrarstaat wie Frankreich etablieren, ist aber in heutigen Industriestaaten nicht denkbar. Die übrigen, von der Einheitssteuer nicht erfassten Wirtschaftssektoren und Wirtschaftszweige haben auch in reinen Agrarstaaten erheblich an Bedeutung gewonnen, so dass ihre Besteuerung erforderlich ist. Der moderne Steuerstaat erfordert eine Vielzahl von Steuerarten, die in einem Steuersystem zusammengefasst sind.